# Filtro elimina banda

Esquema genérico de un filtro simple suprime banda.

El filtro suprime banda, también conocido como «filtro eliminador de banda», «filtro notch», «filtro trampa» o «filtro de rechazo de banda» es un filtro electrónico que no permite el paso de señales cuyas frecuencias se encuentran comprendidas entre las frecuencias de corte superior e inferior.

## Tipos de implementación

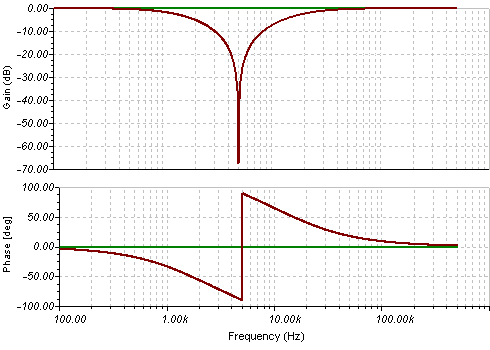
Diagrama de Bode.

Pueden implementarse de diversas formas. Una de ellas consistirá en dos filtros, uno paso bajo cuya frecuencia de corte sea la inferior del filtro elimina banda y otro paso alto cuya frecuencia de corte sea la superior del filtro elimina banda. Como ambos son sistemas lineales e invariantes, la respuesta en frecuencia de un filtro banda eliminada se puede obtener como la suma de la respuesta paso bajo y la respuesta paso alto (hay que tener en cuenta que ambas respuestas no deben estar solapadas para que el filtro elimine la banda que interesa suprimir), ello se implementará mediante un sumador analógico, hecho habitualmente con un amplificador operacional.
Otra forma más sencilla, si bien presenta una respuesta en frecuencia menos selectiva, sería la de colocar lo que se conoce como «circuito trampa». En efecto, si unimos los dos bornes (la considerada activo y la considerada masa) con un dipolo resonante LC serie o paralelo, la respuesta global sería la de un filtro elimina banda (el mínimo de la respuesta estaría en la frecuencia de resonancia del dipolo resonante).